# Departamento Estadual de Trânsito de Mato Grosso
O Departamento Estadual de Trânsito de Mato Grosso - DETRAN/MT, é uma Autarquia integrante do Sistema Nacional de Trânsito - SNT criado pela Lei nº. 2.626 de 07 de julho de 1966, transformado em Autarquia pela Lei nº. 3.844 de 13 de abril de 1977, Lei Complementar nº 566, de 20 de maio de 2015, vinculado à Secretaria de Estado de Segurança Pública. Possui a missão de garantir a aplicação da legislação de trânsito por meio da promoção de educação para o trânsito visando à valorização da vida.

## História
O trânsito em Mato Grosso começou em 1927 quando o governador do estado Mário Corrêa da Costa sancionou o decreto nº 753 de 16 de Fevereiro daquele ano, publicado na Gazeta Oficial de 22 de Fevereiro de 1927. Com isso propôs a criação da Chefatura de Polícia e a ela subordinada, uma Inspectoria de Vehículos.
Essa inspectoria, depois denominada de Inspectoria de Trânsito, funcionou sem ônus ao estado até 1966 quando, no governo de Pedro Pedrossian é sancionada a Lei nº. 2.626 , criando a Secretaria de Segurança Pública incorporando às atividades da Inspectoria de Trânsito, regulamentando as suas atividades e competências através do Decreto 793 de 27/12/68 artigo 1º nº VII, enquadrando o Departamento como integrante do serviço de policia técnica e definindo as suas atribuições na seção III da Lei especialmente enquadradas nos artigos 21 a 26 daquele estatuto.[carece de fontes?]

## Atribuições
Sob sua competência está o de realizar, fiscalizar e controlar o processo de formação de condutores; registrar, vistoriar, inspecionar quanto às condições de segurança veicular; executar  a  fiscalização  de  trânsito,  autuar  e  aplicar  as  medidas administrativas cabíveis pelas infrações previstas no Código de Trânsito Brasileiro - CTB; aplicar as penalidades por infrações previstas no CTB dentre outros.